# Lissodendoryx lobosa
Lissodendoryx lobosa är en svampdjursart som beskrevs av William Lundbeck 1905. Lissodendoryx lobosa ingår i släktet Lissodendoryx och familjen Coelosphaeridae.
Artens utbredningsområde är Island. Inga underarter finns listade i Catalogue of Life.